# Alceo de Mesene
Alceo de Mesene o de Mesenia (latinizado Alcaeus, en griego original Ἀλκαῖος ὁ Μεσσήνιος) fue un poeta epigramático griego de los siglos III y II a. de Cristo, contemporáneo de Filipo V de Macedonia.

## Biografía
Nacido al parecer en Mesene, capital de Mesenia (Peloponeso), fue hijo de un tal Demetrio. No solo se llevó mal con Filipo V de Macedonia, contra el que dictó tres epigramas, sino con el general romano Tito Quincio Flaminino, al que le dedicó un epigrama con motivo de la cobarde conducta del monarca contra el cónsul Flaminino en la batalla de Cinoscéfalas (197 a. C.), pero atribuyendo la victoria a los etolios más que a los romanos. Claude Saumaise supuso que más tarde fue ejecutado por el rey macedonio, ya que este amenazó con crucificarlo en otro epigrama. Sus poemas, de los que han subsistido algunos en la Antología griega o Palatina, son veintidós, que llevan el nombre de Alceo, aunque de ellos solamente ostentan la denominación completa "Alceo de Mesene"; empero, todos parecen ser del mismo autor y pueden datarse entre el 219 y el 196 a C. También compuso poesía homoerótica:
ἐχθαίρω τὸν Ἔρωτα: τί γὰρ βαρὺς οὐκ ἐπὶ θῆρας / ὄρνυται, ἀλλ᾽ ἐπ᾽ ἐμὴν ἰοβολεῖ κραδίην; / τί πλέον, εἰ θεὸς ἄνδρα καταφλέγεί; ἢ τί τὸ σεμνὸν / δῃώσας ἀπ᾽ ἐμῆς ἆθλον ἔχει κεφαλῆς; / Odio el Amor: ¿por qué no lucha con alimañas, / cruel, en vez de lanzar dardos a mi corazón? / ¿Qué gana un dios si hace polvo a un hombre? ¿Qué noble premio / de mi cabeza lograr puede matándome a mí?
Con frecuencia se le ha confundido con el más famoso Alceo de Mitilene y, por ejemplo, los hermanos José y Bernabé Canga Argüelles tradujeron algunos de sus poemas creyendo que eran de Alceo de Mitilene.